# Groupama 4
Pour les articles homonymes, voir Groupama.
Groupama 4 est un voilier monocoque de type VOR70, soit d'une longueur de 21,50 mètres, construit pour la Volvo Ocean Race de 2011-2012 et mis à l'eau le 16 mai 2011. Le voilier s'appelle ensuite Giacomo en 2013, puis Wizard en 2017 et Tschuss 2 en 2023. 

## Historique
Il s'agit du premier Volvo 70 fabriqué en France, il est conçu par l'architecte franco-argentin Juan Kouyoumdjian et l'équipe Groupama et construit dans les ateliers de la société française Multiplast, concepteur de navires de haute technologie. Sa construction a débuté en décembre 2010 et est l'aboutissement de 40 à 50 000 heures de travail,. Il est skippé par le navigateur français Franck Cammas, accompagné d'un équipage de onze personnes.

## Caractéristiques techniques
- Longueur : 21,50 m
- Largeur : 5,70 m
- Tirant d'eau : 4,50 m
- Déplacement : 14 tonnes, dont la moitié de ce poids dans son bulbe de quille de 7,4 tonnes
- Quille : en T, pendulaire
- Matériau : sandwich carbone pré-imprégné-nomex
- Voilure au près : 315 m²
- Voilure au portant : 675 m²

## Palmarès

### Volvo Ocean Race 2011-2012
- Vainqueur au classement général de la Volvo Ocean Race 2011-2012.

Victoires :
- 1er de la 4e étape (Sanya-Auckland)

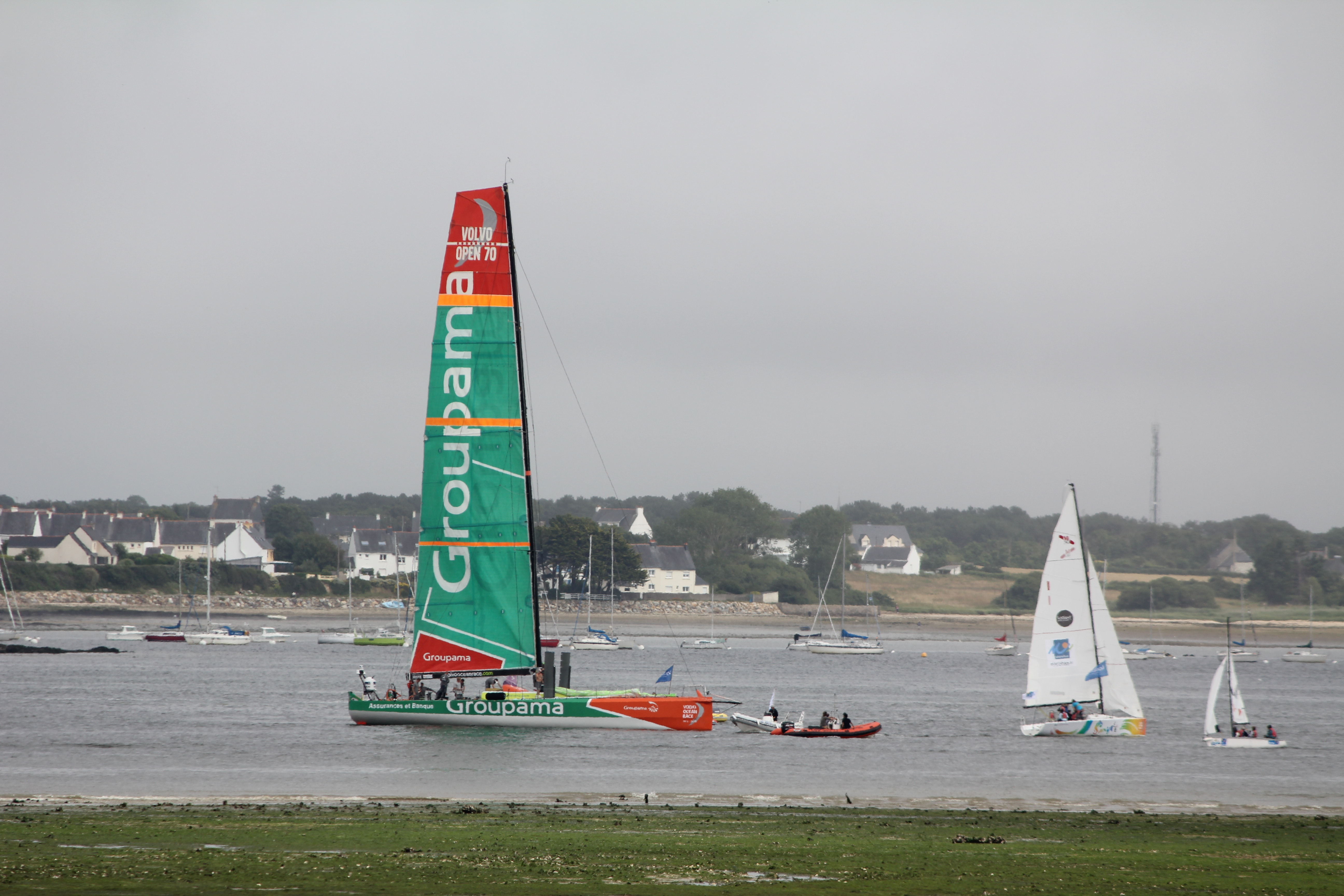
Groupama 4 à Lorient, pendant l'édition 2012 de la Volvo Ocean Race.

- 1er de la 8e étape (Lisbonne-Lorient)
- 1er de la régate in-port Itajai
- 1er de la régate in-port Lisbonne
- 1er de la régate in-port Lorient

Podiums :
- 2e de la 7e étape (Miami-Lisbonne)
- 2e de la 9e étape (Lorient-Galway)
- 2e de la 3e étape (Abu Dhabi-Sanya)
- 2e de la régate in-port Abu Dhabi
- 2e de la régate in-port Miami
- 3e de la 1re étape (Alicante-Le Cap)
- 3e de la 5e étape (Auckland-Itajai)
- 3e de la 6e étape (Itajai-Miami)
- 3e de la régate in-port Auckland

Autres :
- 4e de la 2e étape (Le Cap-Abu Dhabi)
- 4e de la régate in-port à Galway
- 5e de la régate in-port à Alicante
- 5e de la régate in-port au Cap
- 5e de la régate in-port à Sanya

### Autres
- 2011. 2e sur 3 de la Fastnet Race en catégorie VOR70, sous le nom de Groupama 4, skippé par Franck Cammas
- 2019. 1er sur 334 de la Fastnet Race au classement IRC toutes catégories, sous le nom de Wizard, skippé par Charlie Enright